# Деревянка (река, впадает в Онежское озеро)
Деревя́нка — река в России, протекает по Прионежскому району Карелии.

## Общие сведения
Исток — северо-западнее посёлка Деревянка. Протекает через этот посёлок, в нём пересекает железную дорогу Санкт-Петербург — Мурманск.
В селе Деревянное впадает в Уйскую губу Онежского озера. Длина реки составляет 20 км, площадь водосборного бассейна 92,5 км².
Левый приток — Педай.

## Данные водного реестра
По данным государственного водного реестра России относится к Балтийскому бассейновому округу, водохозяйственный участок реки — бассейн Онежского озера без рек Шуя, Суна, Водла и Вытегра, речной подбассейн реки — Свирь (включая реки бассейна Онежского озера). Относится к речному бассейну реки Нева (включая бассейны рек Онежского и Ладожского озера).
Код объекта в государственном водном реестре — 01040100612102000013927.